# Khasis
Els khasis són un poble de Meghalaya al nord-est de l'Índia (amb alguns grups vivint a Bangladesh al districte de Sylhet). Ells mateixos s'anomenen Ki Hynniew trep o Hynniewtrep, que vol dir "les set cabanes" en llengua khasi.
Segons una llegenda khasi l'arbre mític Dung tree creixia en les muntanyes Dingier antigament i arribava al cel.
Actualment molts són cristians (presbiterians, anglicans, catòlics, unitaris) i altres segueixen la religió tradicional anomenada Ka Niam Tynrai. Aquesta està poc definida; creuen en un futur estat de l'anima però no se'n preocupen gaire; les desgràcies s'atribueixen als esperits diabòlics; tenen una llegenda similar a la de Sant Jordi i el drac, amb una serp gegant que vivia a una cova a Cherrapunji; antigament se li feien sacrificis humans. Els khasis han estat molt receptius als cristianisme i en canvi poc a l'hinduisme. En general estan oberts a les novetats. La missió presbiteriana gal·lesa es va establir a la zona el 1841 i va aconseguir un bon èxit convertint a bona part de la població; el 1903 tenien 9 centres amb 21 missioners; a finals del segle xix va arribar una missió catòlica i també una anglicana. El 1901 el cens de cristians ja era de 17.125.
La seva activitat principal és l'agricultura de muntanya amb molt poca cura dels camps. El khasis i els seus veïns syntengs o santengs (a les muntanyes Jaintia a l'est) són d'origen indoxinès, d'una raça establerta al nord-oest de la Xina entre el Hoang-ho i el Yang-tse-kiang que van emigrar molt aviat. El seu llenguatge s'assemble avui més a les formes mon-khmers d'altres tribus muntanyeses del Vietnam, Laos i Cambodja que a altres llengües del nord-est de l'Índia, i serien restes de la mateixa ètnia que van restar a les muntanyes mentre el resta del poble seguia en direcció a la mar; van quedar molt aïllats i van poder mantenir les seves costums intactes. Estan dividits en clans descendents teòrics de la mateixa dona; cada clan té els seus propis ritus religiosos especialment sobre els enterraments.
Políticament estaven dividits en 25 estats governats per siems electes. El càrrec de siem generalment romania en una sola família i la successió era controlada per un cos electoral reduït format pels caps d'alguns clans, especialment sacerdotals. Els siems tenien relativament poc poder sobre els seus súbdits.
Els khasis són en general robustos; els seus trets són mongols amb ull oblics, índex nasal baix, nas aquilí, i ossos alts de les galtes; el seu pèl és marró i de vegades ros. Són amistosos i pacífics i poc donats a la disciplina. Els seus pobles no eren gran ni es construïen en llocs fàcils de defensar, ja que les guerres entre ells foren quasi desconegudes; les cases són baixes amb les habitacions quasi enfonsades o tocant a terra; el material principal és la fusta; el terra està format per plataformes i format per taulons; la coberta se vegades es complementa amb metall acanalat que permeti córrer l'aigua. L'interior es divideix generalment en dos compartiments.
Antigament els homes vestien generalment una camisa de cotó sense mànigues, uns draps que cobreixen sota la cintura en dues peces davant i darrere, i una mena de capa, i al cap una mena de turbant o cas de roba específic amb un pic al front. Les dones porten camises i vestits al cos, i unes mitges tallades als peus. Avui dia els vestits normals occidentalitzats són els habituals. Només a les festes surten els vestits tradicionals, que són més elaborats amb utilització de seda i capes brodades els homes (Jymphong i dhoti i sovint una banda ornamental) i vestits de seda de molts colors (jainsem en diverses peces o dhara d'una sola peça) les dones; les joies són abundants i boniques, amb ús de plata i or.
Actualment ja no utilitzen armes més que per cerimònies o moments determinats; les armes tradicionals són l'arc i fletxes; abans utilitzaven també escuts i espases.
Mengen generalment arròs, peix de riu, porc, vaca i alguns animals de la jungla. No mengen en canvi gossos, ja que segons la seva tradició el gos fou creat per ser company de l'home i com el seu ajudant a la cacera. Són aficionats al licor que preparen fermentant i destil·lant arròs i mill.
El matrimoni es fa entre home i dona en presència dels amics i seguit d'una festa. L'essencial de la cerimònia és la barreja de licors de les dues parts representant la contractació, i el menjar el nuvi i la novia del mateix plat. La núvia resta a la casa materna on és visitada pel nuvi però quan neix el primer fill, si les famílies continuen satisfetes amb la parella, els fan una casa per viure junts. Els enllaços es poden acabar per consens i el cost no és molt alt i no dissuadeix l'home si vol obtenir una nova parella; el divorci és comú i es fa per una declaració pública i es confirma per la presentació de l'home a la dona de cinc monedes de coure, i ella retorna també cinc monedes pròpies. Algunes vegades fins i tot aquesta cerimònia és obviada i substituïda per rascar la tapa d'una cassola. La facilitat del divorci fa que les relacions abans del matrimoni i les extra conjugals durant el matrimoni siguin poc freqüents.; el matrimoni és de fet una unió sexual que es pot dissoldre a voluntat i no incita a intrigues amoroses; no obstant l'adulteri de les dones, si es produeix, és vist de manera desfavorable, i només casar-se dins el mateix clan es considera una cosa pitjor. Les vídues es poden tornar a casar però no dins la família del seu marit.
Els morts són cremats, i cada clan té una cerimònia pròpia; se sacrifica algun animal i es disparen fletxes. Els ossos són recollits i enterrats al lloc d'enterrament comú del poble. Un pedra s'erigeix en memòria de cada mort, algunes de gran mesura, sent molts monòlits drets i altres plans, i se situen generalment en files.
Els siems (caps) són succeïts generalment pels seus germans uterins i si no n'hi ha pels seus nebots fills de germana; si no n'hi ha tampoc la successió passa als seus cosins germans o besnebots, encara que la línia mascle no té dret d'herència.
Les mares són les caps de família i dominen sobre els homes mentre viuen a la seva casa, fins i tot quan estan casats però encara no tenen casa pròpia. Quan forma casa pròpia la cap de família és la dona i si mort les seves filles.
Els altres grups khasis són els khynriams, pnars, bhois i wars. Els khynriams són els que viuen pròpiament als Khasi Hills; els pnars estan barrejats amb els santengs i viuen als Jaintia Hills i alguns al districte de Sylhet a Bangladesh. Els bhois viuen al nord i nord-est del Khasi Hills cap a la vall del Brahmaputra. Els lynngams que viuen a l'oest dels Khasi Hills són un poble separat que mostra influències de khasis i garos. Els wars finalment habiten al sud dels Khasi Hills.